# アレクサンダー・マイヤー (1991年生のサッカー選手)
アレクサンダー・マイヤー（Alexander Meyer、1991年4月13日 - ）は、ドイツのサッカー選手。ポジションはゴールキーパー。

## 経歴
2017年8月、ブンデスリーガのVfBシュトゥットガルトに加入した。2シーズンでトップチームでの出場がなく、2019年に2部リーグのSSVヤーン・レーゲンスブルクに移籍した。2019年7月28日の2. ブンデスリーガで新天地デビューを果たし、ホームでのVfLボーフム戦に先発出場した。
2022年、ブンデスリーガのボルシア・ドルトムントに加入した。UEFAチャンピオンズリーグ 2022-23のFCコペンハーゲン戦でデビューし3-0の勝利に貢献、トップリーグでのキャリア初のクリーンシートを達成した。